# Liste von Persönlichkeiten aus Coldrerio
Diese Liste enthält in Coldrerio geborene Persönlichkeiten und solche, die in Coldrerio ihren Wirkungskreis hatten, ohne dort geboren zu sein. Die Liste erhebt keinen Anspruch auf Vollständigkeit.

## Persönlichkeiten
(Sortierung nach Geburtsjahr)

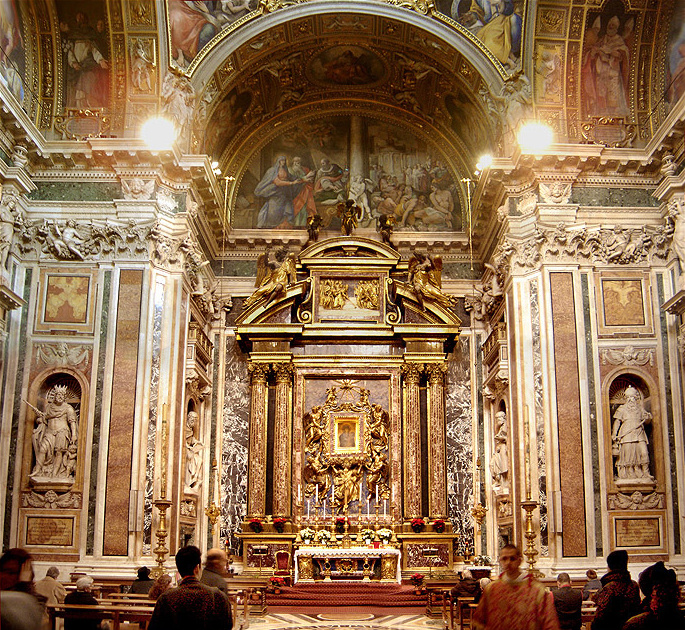
Angelo Pozzi, Cappella Paolina Borghesiana

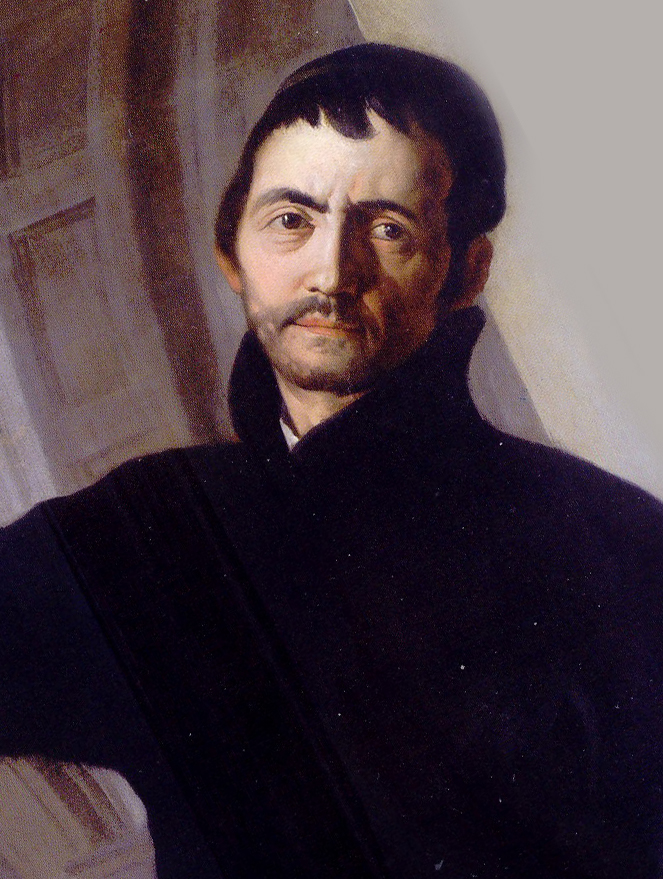
Andrea Pozzo

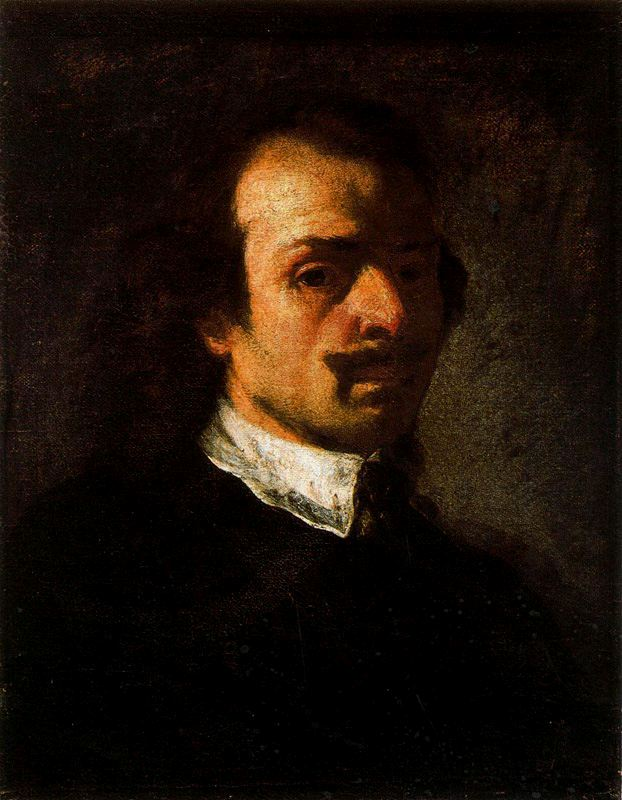
Pier Francesco Mola: Selbstbildnis (Uffizien)

- Familie de Rancate, Adeliger, Grundbesitzer in Malcantone, nach 1382 besass sie noch Zehnten in Coldrerio[1]
- Giorgio di Francesco de Castro Coltré (* um 1480 in Coldrerio; † nach 1512 ebenda ?), Architekt in Rom[2]

- Künstlerfamilie Pozzi , Ortsbürgergemeindefamilie von Castel San Pietro TI, die sich im Mendrisiotto und in Lugano niederliess und erstmals 1547 erwähnt wird[3][4][5]
  - Antonio Pozzi (* um 1520 in Coldrerio; † nach 1593 in Rom), Bauunternehmer tätig an der Vollendung des Palastes Sixtus V. in Rom[3][6]
  - Antonio Pozzi (* um 1540 in Coldrerio ?; † nach 1699 ebenda ?), Steinmetz in Kaisersteinbruch[7]

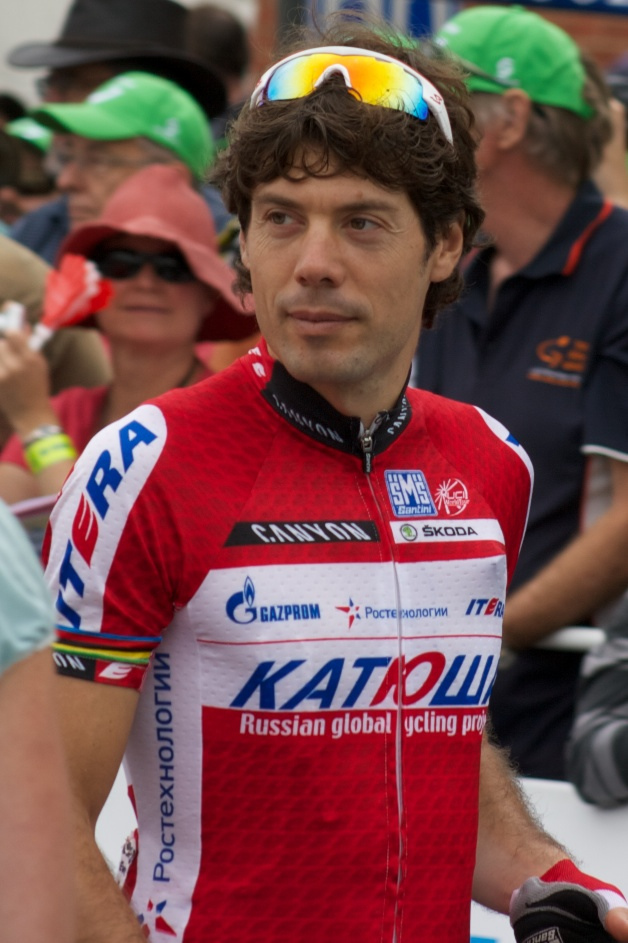
Oscar Freire bei der Tour Down Under 2012

  - Filippo Pozzi (* um 1545 in Coldrerio; † nach 1605 in Rom), Architekt schuf für Clemens VIII. am Aquädukt und am Theater der Villa Belvedere[3]
  - Domenico Pozzi (* um 1550 in Coldrerio; nach 1588 ebenda), Maler tätig in Rom und in der Kirche della Natività von Villa Coldrerio[3]
  - Tommaso Pozzi (* um 1560 in Coldrerio; † nach 1636 in Rom), Baumeister in Rom[3]
  - Domenico Pozzi (* um 1560 in Coldrerio; † nach 1638 in Rom), Bauunternehmer, Baumeister[5]
  - Angelo Pozzi (* um 1570 in Coldrerio; † nach 1606 in Rom ?), Baumeister schuf am Bau der Cappella Borghese in der Basilika Santa Maria Maggiore in Rom[3]
  - Giovan Paolo Pozzi (* um 1570 in Coldrerio; † 1621 in Rom), Goldschmied in Rom[3]
  - Giovanni Pozzi (* um 1570 in Coldrerio; † 1616 in Rom), Baumeister tätig in Rom[8]
  - Antonio Pozzi (* um 1575 in Coldrerio; † 1626 in Rom), Architekt wurde in einem Duell getötet[3]
  - Filippo Pozzi (* um 1590 in Coldrerio; † nach 1622 ebenda), Baumeister in Sulmona an der Wasserleitung von Moricone[9]
  - Giacomo Pozzi (* um 1595 in Coldrerio; † nach 1677 in Trient), Architekt[5]
  - Andrea Pozzo (1642–1709), Maler und Architekt
  - Giovanni Paolo Pozzi (* um 1675 in Coldrerio; † 1621 in Rom), von Coldrerio, Goldschmied, erwähnt 1610–1621 in Rom[3]

- Künstlerfamilie Bianchi.
  - Cesare (oder Cipriano ?) Bianchi (* um 1560 in Coldrerio; † nach 1601 in Genua ?), Architekt[10]
  - Bartolomeo Bianco (Baccio) (um 1585–1657), Sohn des Cipriano, Architekt in Genua
  - Giovanni Battista Bianchi (* um 1605 in Coldrerio; † 1657 in Genua), Sohn des Bartolomeo, Bildhauer, Stuckateur[11][10]

- Künstlerfamilie Mola, seit 1467 in Coldrerio bezeugt[12][13]
  - Gaspare Mola (* um 1570 in Coldrerio; † nach 1612 ebenda), Regent der Pieve Balerna[14]
  - Gaspare Mola (* 1571 in Coldrerio; † 1640 in Rom), Künstler, Goldschmied, Medailleur und Waffenschmied. Um 1601 Entwürfe für zwei Bronzereliefs für eine Seitentür des Doms von Pisa. Ab 1608 Münzgraveur in Florenz. Ab 1625 Münzmeister in Rom am päpstlichen Hof[15][16]
  - Giacomo Mola (* um 1575 in Coldrerio; † 20. Januar 1650 in Rom), Architekt, Bauunternehmer[17][18]
  - Giovanni Battista Mola (* 9. Juli 1586 in Coldrerio; † 23. Januar 1665 in Rom), Vater von Pier Francesco, Architekt, Stuckateur, Maler. Autor von Kunsthandbüchern und Büchern über Architektur. Erbauer der Stadtfestung in Castelfranco Emilia[19][20][21]
  - Pier Francesco Mola (1612–1666), Maler in Rom
  - Giambattista Mola (da Francia) (* 1616 in Coldrerio; † 1661 in Besançon), Maler und Kupferstecher, Schüler des französischen Malers Simon Vouet und des italienischen Malers Francesco Albani. Er schuf Landschaften und religiöse Themen, arbeitete mit Pier Francesco Mola, die Werke der beiden Künstler weisen eine grosse Stilähnlichkeit auf. Er wirkte in Venedig, Rom und Florenz[22][12][23]
  - Gasparo Mola (* 1684 in Coldrerio; † 1749 ebenda), Bildhauer und Stuckkünstler, arbeitete 1725 in der Abtei Ottobeuren und für die Benediktinerkirche St. Georg (Ochsenhausen) 1730–1732, schuf 1738 die vier Evangelisten in der Kuppel des Doms von Como[24][25][26]
  - Alfonso Mola (* um 1810 in Coldrerio; † nach 1828 in Mailand ?), Künstler, Tessiner Maler. Um 1828 Student an der Accademia di Belle Arti di Brera in Mailand. Historische Gemälde[27]
  - Pietro Mola (1832 In Coldrerio; † 17. Januar 1884 ebenda), Advokat, Politiker der Liberal-Radikalen, er war in den Stabio-Prozess verwickelt; Tessiner Grossrat, Chefinstruktor der tessinischen Truppen, Oberstbrigadier der Schweizer Armee[28][29]

- Künstlerfamilie Beccaria.[30]
  - Giacomo Beccaria (* 1598 in Coldrerio; † 1671 ebenda), Bauunternehmer[31]
  - Carlo Beccaria (* 1604 in Coldrerio; † 23. Januar 1695 ebenda), Bauunternehmer, Gründer der Kirche der Natività von Villa-Coldrerio[32][33]
  - Carlo Beccaria (* 1642 in Villa Coldrerio; † 1712 in Rom), Architekt in Rom[34][35]
  - Santino Beccaria (* 1795 in Coldrerio; † 1867 ebenda), Architekt in Russland[31]

- Künstlerfamilie Vergo.[36]
  - Francesco Vergo (* um 1545 in Coldrerio; † nach 1637 ebenda ?), Stuckateur schuf 1637 in Rom[36]
  - Bernardo Leone Vergo (* um 1575 in Coldrerio; † nach 1605 ebenda ?), Stuckateur schuf 1605 in Tschechien[36]
  - Tommaso Vergo (* 1651 in Coldrerio; † 1718 ebenda ?), Stuckateur schuf bis 1718 in Österreich[36]
  - Pietro Francesco Vergo (* 1689 in Coldrerio; † 1767 ebenda), Stuckateur in Deutschland[36]
  - Tommaso Giacomo Vergo (* 1731 in Coldrerio; † 1791 ebenda) in Deutschland[36]

- Ardicio von Somatio (Somazzo), (* um 1160 in Coldrerio; † nach 1187 ebenda), aus Salorino, er war als Eigentümer in Coldrerio erwähnt[37]
- Gaydus Quadri (* um 1180 in Coldrerio; † nach 1221 ebenda), erwähnt 1218–1221, von Coldrerio, aber Bürger von Como, Richter und Notar[38]
- Ludovico Lupi (* um 1520 in Coldrerio; † nach 1573 in Nürnberg), Baumeister baute in Posen, Rothenburg ob der Tauber und in Nürnberg[39]
- Luca Ambrogio (* um 1555 in Coldrerio; † nach 1591 in Rom ?), Bauunternehmer[40]
- Giorgio Verga (* um 1590 in Coldrerio; † 26. Dezember 1657 in Rom), Sohn von Lorenzo, Baumeister, Architekt in Rom[41]
- Carlo Maria Bernasconi (* 1654 in Coldrerio; † 2. Januar 1740 in Mendrisio), Mönch der Serviten wohnte im Kloster von Mendrisio, Wohltäter, Ehrwürdiger Diener Gottes[42]
- Giammaria Livio (* 1693 in Coldrerio; † 1766 ebenda), Maler in Rom, von ihm stammen Gemälde in den Kirchen von Balerna, Genestrerio und Morbio Inferiore[43][44][45]
- Mario Soldini (1913–1993), Nationalrat, Genfer Grossrat, Oberst der Schweizer Armee[46]
- Antonio Conza (* um 1839 in Coldrerio; † 24. September 1926 in Versailles), Mitarbeiter des Forschungsreisenden Pierre Savorgnan de Brazza in Kongo, Ritter der Ehrenlegion[47]
- Florindo Soldini (* 25. Juni 1915 in Coldrerio; † 19. Januar 2005 ebenda), Maler, Bildhauer, Grafiker schuf Kunst im öffentlichen Raum. Er studierte an der Accademia di Belle Arti di Brera in Mailand. Von 1953 bis 1989 war er in Luzern tätig[48]
- Manfredo Patocchi (21. Dezember 1927 in Baruth/Mark; † 9. Oktober 2008 in Coldrerio), Bildhauer und Dichter[49]
- Silvano Chiesa (* 8. Mai 1930 in Coldrerio), Friedensrichter bis 2000, Forscher des Tessinerdialekts[50]
- Claudio Valsangiacomo (* 30. Januar 1962 in Coldrerio), Biologe, Professor für Zusammenarbeit und Entwicklung an der Scuola universitaria professionale della Svizzera italiana (SUPSI). Seit 2001 ist er aktives Mitglied des Schweizerischen Korps für humanitäre Hilfe (EDA)[51]
- Óscar Freire Gomez (* 1976), spanischer Radrennfahrer.